# 997
Évszázadok: 9. század – 10. század – 11. század
Évtizedek: 940-es évek – 950-es évek – 960-as évek – 970-es évek – 980-as évek – 990-es évek – 1000-es évek – 1010-es évek – 1020-as évek – 1030-as évek – 1040-es évek
Évek: 992 – 993 – 994 – 995 –  996 – 997 – 998 – 999 – 1000 – 1001 – 1002

## Események

### Határozatlan dátumú események
- április – A római nemesség száműzi V. Gergely pápát, és Johannesz Philagathosz érsek személyében ellenpápát választanak, aki a XVI. János nevet veszi fel.[1][2]
- az év folyamán –
  - Fahr ad-Daula halálát követően Rajjt Madzsd, Hamadánt Samsz nevű fia örökli tőle. Mindketten anyjuk, Szajjida befolyása alatt állnak. Tabarisztán és Gurgán ismét a zijárida Kábúsz ibn Vusmgír kezébe kerül.
  - István lesz a magyar fejedelem,[3] aki legyőzi a trónkövetelő Koppányt és elkezdi a keresztény hit erőszakos térítését a magyarok között.

## Halálozások
- Prágai Szent Adalbert vértanú[4]
- Fahr ad-Daula emír
- Géza fejedelem (február 1.), Székesfehérvárott temetik el
- Koppány vezér